# Epipsestis bilineata
Epipsestis bilineata is een vlinder uit de familie van de eenstaartjes (Drepanidae). De wetenschappelijke naam van de soort is voor het eerst geldig gepubliceerd in 1915 door Warren.